# The Silver Scream
The Silver Scream è il quinto album in studio del gruppo musicale statunitense Ice Nine Kills, pubblicato il 5 ottobre 2018 dalla Fearless Records. 
L'album è stato ispirato da vari romanzi e film horror, come il precedente disco Every Trick in the Book. Comprende anche molti artisti ospiti come Tony Lovato dei Mest, Randy Strohmeyer dei Finch, Buddy Schaub e JR Wasilewski dei Less Than Jake, Will Salazr dei Fenix TX, l'attrice Chelsea Talmadge, Sam Kubrick e l'ex cantante della band Jeremy Schwartz.

## Tracce
1. The American Nightmare – 4:10
2. Thank God It's Friday – 4:23
3. Stabbing in the Dark – 4:36
4. SAVAGES – 2:57
5. The Jig is Up – 3:57
6. A Grave Mistake – 3:04
7. Rocking the Boat – 4:06
8. Enjoy Your Slay – 4:16
9. Freak Flag – 3:18
10. The World in My Hands – 3:50
11. Merry Axe-Mas – 3:18
12. Love Bites – 3:00
13. IT Is the End – 4:48

## Formazione
Gruppo
- Spencer Charnas – voce
- Justin DeBlieck – chitarra solista, voce secondaria, tastiera, programmazione, sintetizzatore
- Justin Morrow – chitarra ritmica, basso
- Patrick Galante – batteria

Altri musicisti
- Randy Strohmeyer – chitarra aggiuntiva (traccia 5)
- Jeremy Schwartz – voce aggiuntiva (traccia 7)
- Sam Kubrick – voce aggiuntiva (traccia 8)
- Steve Sopchak – voce aggiuntiva (tracce 9 e 10)
- Tony Lovato – voce aggiuntiva (traccia 10)
- Chelsea Talmadge – voce aggiuntiva (traccia 12)
- Will Salazar – voce aggiuntiva (traccia 13)
- JR Wasilewski – sassofono (traccia 13)
- Buddy Schaub – trombone (traccia 13)

Produzione
- Drew Fulk – produzione, missaggio, mastering
- Jeff Dunne – ingegneria del suono, missaggio, mastering
- Justin DeBlieck – ingegneria del suono

## Classifiche
| Classifica (2018)       | Posizione massima |
| ----------------------- | ----------------- |
| Stati Uniti             | 27                |
| Stati Uniti (hard rock) | 2                 |
| Stati Uniti (rock)      | 4                 |